# 鄧子超
鄧子超（1986年—），綽號「阿B、小B」，香港男演員，出生時患有侏儒症，身高1.32公尺。

## 簡歷
其母親在懷胎9個月時診知胎兒患有先天性軟骨發育不全症（侏儒症病症之一），但屬於身高較高的一類，因而仍選擇生產。鄧子超嬰兒期間與一般人無異，直到讀高班才逐漸發現與其他人的身高差異，成年后身高僅132厘米，此外身體機能與常人無異。鄧子超父母經營茶餐廳，鄧子超也曾在餐廳中幫忙。2008年金融危機期間父母因誤信朋友以致家庭財務陷入困境，欠債百萬。鄧子超曾為興趣而參演大學生短片拍攝，經短片的美術指導轉介認識導演馮德倫，並由此獲得第一次演出機會，出演陳奕迅歌曲《倒帶人生》的MV。鄧子超憑著是次工作的酬勞$900，解決了一個半月的吃飯問題，並在此期間於香港一個主題公園找到演出工作。此后鄧子超參與大量演出包括主題公園扮鬼、拍短片和拍硬照等，更在張家輝執導的2015年電影《陀地驅魔人》中飾演鬼魂「線人」。2016年在一次綵排演出時受傷，加上腰痛復發，鄧子超決定暫別娛樂圈、重返餐廳。隨后在2022年ViuTV電視劇《IT狗》中飾演「Johnny仔」而開始受到關注。

## 演出

### 電視劇（ViuTV）
| 年份 | 劇名        | 角色      |
| ---- | ----------- | --------- |
| 2022 | 《IT狗》    | Johnny仔  |
| 2023 | 《殺手廢J》 | Choy Mann |

### 電影
| 年份 | 電影名         | 角色   |
| ---- | -------------- | ------ |
| 2015 | 《陀地驅魔人》 | 九叔   |
| 2023 | 《斷網》       | 交易員 |

### 電視節目（ViuTV）
| 年份 | 電視節目名         | 性質         |
| ---- | ------------------ | ------------ |
| 2022 | 《你是我的後援會》 | 第1、2集嘉賓 |

### MV
| 年份 | 歌曲名               |
| ---- | -------------------- |
| 2009 | 《倒帶人生》- 陳奕迅 |

## 外部連結
- 鄧子超在香港影庫上的簡介